# Jonay Martín Abreu
Jonay Martín Abreu (La Orotava, 25 d'agost de 1978) és un futbolista canari, que ocupa la posició de defensa.

## Trajectòria
Després de despuntar al planter de l'equip de la seua ciutat natal, és fitxat pel CD Tenerife, que l'incorpora als seus filials. Després de tres anys a l'equip B, debuta amb el primer conjunt a la campanya 98/99, tot disputant quatre partits a la màxima categoria.
No té continuïtat a l'equip canari i l'estiu de 1999 fitxa pel CD Badajoz, de Segona Divisió. Al conjunt extremeny hi serà suplent en el període que hi roman, amb una cessió al mig a l'Aurrerá Vitória.
A partir del 2003 retorna a les Canàries per militar a equips més modestos, com el San Isidro o el Tenerife Sur Ibarra, ambdós de Tercera Divisió.